# Маунт Ајда (Арканзас)
Маунт Ајда (енгл. Mount Ida) град је у америчкој савезној држави Арканзас.

## Демографија
По попису из 2010. године број становника је 1.076, што је 95 (9,7%) становника више него 2000. године.
| Група             | 2000.       | 2010.         |
| Белци             | 943 (96,1%) | 1.004 (93,3%) |
| Афроамериканци    | 1 (0,1%)    | 1 (0,1%)      |
| Азијати           | 3 (0,3%)    | 0 (0,0%)      |
| Хиспаноамериканци | 5 (0,5%)    | 30 (2,8%)     |
| Укупно            | 981         | 1.076         |